# Luigi II di Loon
Luigi II di Loon, in francese Louis II de Looz, in olandese Lodewijk II van Loon (seconda metà del XII secolo – 29 o 30 luglio 1218), fu il settimo conte della contea di Loon dal 1191 alla sua morte, e Conte consorte d'Olanda dal 1203 all 1207 (tra il 1206 ed il 1207 fu riconosciuto conte d'Olanda dal suo avversario, lo zio della moglie, Guglielmo).

## Origine
Luigi era il figlio maschio primogenito del sesto conte di Loon, Gerardo II) e di Adelaide di Gheldria, che era figlia di Enrico I, conte di Gheldria e di Zutphen e della moglie Agnese di Arnstein.
Gerardo II di Loon era il figlio maschio primogenito del quinto conte di Loon e conte di Rieneck, Luigi I e di Agnese di Metz.

## Biografia

Armi della contea di Loon

Luigi viene citato in un documento, nel 1194, inerente ad una donazione fatta da suo padre, Gerardo II, che, sempre in quel periodo, lo fidanzò con Ada d'Olanda, che era la figlia femmina secondogenita del Conte d'Olanda, Teodorico VII e di Adelaide di Cleves,  figlia del conte di Cleves, Teodorico III; il matrimonio si tenne a Lusdum nel 1186.
Sempre verso il 1194, alla morte di suo padre, Gerardo II, Luigi divenne conte di Loon, mentre la contea di Rieneck a suo fratello il secondogenito, Gerardo. Comunque in un documento del 1197, Luigi viene citato col titolo di conte di Loon
Nel 1203, il padre della sua promessa sposa, il conte d'Olanda, Teodorico VII, mentre si trovava a Dordrecht, essendosi gravemente ammalato, avrebbe voluto consegnare provvisoriamente la contea al fratello Guglielmo, affinché tutelasse, Ada, la sua unica figlia, rimasta in vita; ma Teodorico VII morì il 4 novembre prima di poter incontrare il fratello, Guglielmo.
A Teodorico VII, succedette la figlia Ada, in quanto, con l'appoggio dell'imperatore, Enrico VI, Teodorico VIII aveva abolito la legge salica per la contea d'Olanda.
Fu la madre di Ada, Adelaide di Cleves, che non si fidava del cognato (Guglielmo si era ribellato già due volte al fratello, Teodorico VII: la prima, quando appoggiò apertamente una ribellione dei Frisoni contro il fratello, la seconda, quando, all'inizio del XIII secolo, Guglielmo si alleò col Duca del Brabante, Enrico I, che ebbe come conseguenza la sconfitta di Heusden e la prigionia di Teodorico), a opporsi alla volontà del morente marito di dare la reggenza a Guglielmo, ma si attivò in modo che il fidanzato della figlia, Luigi II, Conte di Loon, giungesse in Olanda e sposasse Ada, prima della sepoltura del marito e quindi consentire a Luigi di governare la contea, causando così la ribellione di Guglielmo, sia perché non tutti i nobili avevano accettato l'abolizione della legge salica ed anche perché il fastoso matrimonio, prima dell'inumazione del padre della sposa aveva generato scandalo, che portò allo scontro, alla cattura e deposizione di Ada. Il matrimonio di Ada e Luigi fu celebrato subito dopo la morte del padre di Ada, Teodorico VII, anche per difendere la contessina dalle aspirazioni dello zio, Guglielmo, che cercava di usurpare i diritti della nipote.
All'inizio della guerra civile, mentre Luigi avanzava in Zelanda, la moglie, Ada, braccata dai sostenitori di Guglielmo, trovò rifugio nella cittadella di Leida, che fu attaccata dagli avversari, obbligando i difensori alla resa, che fu consegnata allo zio, Guglielmo e inviata sull'isola di Texel, dove fu affidata ai Frisoni.
Durante la guerra civile, Guglielmo ebbe il sostegno del fratello, Fiorenzo e dello zio, Ottone I, conte di Bentheim, contro Ada, contessa d'Olanda (nipote di Fiorenzo e pronipote di Ottone I).
Luigi cercò invano di liberare la moglie e combatté contro Guglielmo nell'anno 1204, senza riuscire a riconquistare la contea d'Olanda.
Per motivi di sicurezza si ritenne di dover spostare la prigioniera dai Paesi Bassi all'Inghilterra affidando la stessa direttamente al re, Giovanni d'Inghilterra, dove fu trattenuta, per circa 4 anni (nell'aprile del 1207, da un documento della corte inglese, Ada risultava essere ancora in Inghilterra); nel frattempo, il 14 ottobre 1206, Luigi e lo zio Guglielmo raggiunsero un accordo: la contea d'Olanda veniva assegnata a Luigi mentre a Guglielmo venivano assegnati alcuni territori nella Contea di Zelanda e Guglielmo dovette accettare Luigi e Ada quali conte e contessa d'Olanda.
In quel periodo Luigi, secondo il documento nº 934 dell'Oorkondenboek Noord-Brabant, II, Eerste stuk, Luigi restituì a Enrico I, Duca di Brabante il castello di Chalmunt.
Luigi poi, dovette recarsi personalmente in Inghilterra, e, nella seconda metà del 1207, riuscì a far liberare Ada. La coppia, in quello stesso anno, si stabilì a Loon, anche perché, ormai la contea d'Olanda era nelle mani di Guglielmo I, che ormai era riconosciuto come conte e che, nel 1213 ricevette l'investitura a Conte d'Olanda dal re di Germania e imperatore del Sacro Romano Impero, Ottone IV di Brunswick.
In quello stesso anno, Luigi viene citato in un documento inerente ad una donazione fatta assieme alla moglie, Ada.
Luigi, con la moglie, Ada avevano continuato a lottare per la contea d'Olanda fino a che, nel 1218 non sopraggiunse la morte di Luigi II, avvelenato, a cui succedette il fratello, Arnolfo, in quanto l'erede, il fratello, Enrico morì tre giorni dopo Luigi. Fu sepolto nell'abbazia di Herkenrode, nei pressi di Hasselt in Belgio.

## Matrimonio e discendenza
Luigi dalla moglie Ada non ebbe figli e non si conosce alcun altro discendente.